# Paul Asciak
Pour les articles homonymes, voir Asciak.
Paul Asciak (Paolo Ascià pendant sa carrière italienne), né le 28 janvier 1923 à La Valette et mort dans la même ville le 21 avril 2015, était un ténor maltais.

## Biographie
Assez tôt, Paul Asciak montre des dispositions pour le chant dans la Schola Cantorum à l'église Saint-James à La Valette sous la direction de Carlo Diacono, l'un des plus grands compositeurs maltais.
Il a comme professeur le ténor maltais Nicolo Baldacchino avec qui il prend ses premières leçons de chant.

## Carrière
Paul Asciak fait ses débuts en 1946 au Radio City Opera House de Hamrun dans le rôle de Turiddu de Cavalleria rusticana de Pietro Mascagni. Il continue sa formation avec Luigi Cantoni.
En 1950, toujours au  Radio City Opera House, il est Radames dans Aida de Giuseppe Verdi avec la compagnie italienne d'opéra de passage à Malte, l'Impressa cantoni. La même année, il est invité en mars à chanter avec le ténor italien Tito Schipa et en mai avec la soprano italienne Maria Caniglia, tous deux de passage à Malte. Sur les conseils de Caniglia, il est encouragé à poursuivre ses études de chant à Rome, elle le recommande à Alberto Paoletti du Teatro dell'Opera de Rome.
En 1951, il obtient une bourse en remportant le Concorso per Giovani Cantanti Lirici avec Franco Corelli et Anita Cerquetti, ce qui lui permet de travailler avec Luigi Ricci et Riccardo Picozzi du Teatro dell'Opera. Il porte alors le nom de Paolo Ascià, pour faire italien, le Concorso étant un concours national normalement réservé aux seuls chanteurs et chanteuses italiens, il gare ce nom pendant toute sa carrière en Italie. Cette même année, à Spolète, il tient de nouveau le rôle de Radames dans Aida avec Anita Cerquetti dans le rôle-titre.
Asciak quitte l'Italie pour Londres pour rejoindre le Royal Opera House dans la Covent Garden Company dont il est membre de 1952 à 1954 et comme invité jusqu'en 1958.
En mai 1961, Asciak arrête sa carrière de chanteur, il retourne à Malte où il se consacre à sa famille. Il entre au département de l’Éducation jusqu'en 1984, date à laquelle il prend sa retraite avec le titre de directeur du département de la Musique. Parallèlement, il est, entre 1967 et 1973 directeur de la Musique au St Edward's College et représentant honoraire du Trinity College of Music de Londres de 1965 à 1988. En 1989, comme directeur général du théâtre national de Malte, le théâtre Manoel, il engage une compagnie polonaise pour toute la saison, mais le soir de la répétition générale, le ténor est incapable de chanter, il le remplace au pied-levé dans le rôle-titre d'Otello de Verdi, presque trente ans après avoir quitté la scène, il prouve qu'il avait toujours conservé sa voix. Entre 1994 et 1997, il forme Joseph Calleja qui deviendra le plus célèbre chanteur d'opéra maltais.

## Répertoire
- Requiem de Giuseppe Verdi
- Arvino dans I Lombardi de Giuseppe Verdi
- Canio dans Pagliacci de Ruggero Leoncavallo
- Cavaradossi dans Tosca de Giacomo Puccini
- Chanteur italien dans Der Rosenkavalier de Richard Strauss
- Duca di Mantova dans Rigoletto de Giuseppe Verdi
- Don José dans Carmen de Georges Bizet
- Ernani dans Ernani de Giuseppe Verdi
- Flavius dans Norma de Vincenzo Bellini
- Johnson dans La fanciulla del West de Giacomo Puccini
- Manrico dans Il trovatore de Giuseppe Verdi
- Melot dans Tristan und Isolde de Richard Wagner
- Otello dans Otello de Giuseppe Verdi
- Pinkerton dans Madame Butterfly de Giacomo Puccini
- Radames dans Aida de Giuseppe Verdi
- Thaddeus dans The Bohemian Girl de Michael William Balfe
- Turiddu dans Cavalleria rusticana de Pietro Mascagni

## Discographie
- 1952 - Norma de Vincenzo Bellini avec Maria Callas dans le rôle-titre, Orchestra & Chorus of the Royal Opera House, Covent Garden, Vittorio Gui (EMI Classics, CD en 2003)
- année 50 - Paul Asciak, Portrait (CD Michael Storrs Music en 2008)

## Vidéographie
- 1954 - Ch'ella mi creda de La fanciulla del West de Giacomo Puccini, BBC TV Live
- 1955 - Torna a Surriento de Ernesto de Curtis
- 1956 - Amor ti vieta de Fedora d'Umberto Giordano
- 1960 - Love, could I only tell thee de Graham Clifton Bingham et John Mais Capel

### Sources
- (en) Sue Brown, Small Island, Great Riches, the Life of Paul Asciak, Tenor and Teacher from Malta, Allied Publications, Malta, 2010  (ISBN 9789990931587)